# 羅詠詩
羅詠詩，BBS，JP（Lo Wing Sze Anthea），香港企業家。萬通集團董事總經理及M1酒店創辦人兼董事，是香港旅遊業界人物。2020年10月獲頒銅紫荊星章。

## 公益
2015年，羅詠詩曾經贊助大坑坊眾福利會獲選為第四期活化歷史建築伙伴計劃，把位於大坑書館街的三級歷史建築，活化成「大坑火龍文化館」，使大坑舞火龍成為香港首個擁有獨立展館的國家級非物質文化遺產。文化館亦內設餐廳及有舉辦相關文化活動。